# Hội Yến Diêu Trì Cung
Hội Yến Diêu Trì Cung là một Đại lễ đặc biệt quan trọng của Đạo Cao Đài, được tổ chức vào dịp Rằm tháng Tám âm lịch hằng năm. Đại lễ lớn nhất được Hội Thánh Cao Đài Tây Ninh tổ chức vào ngày 14, 15 tháng 8 (âm lịch) tại Báo Ân Từ trong nội ô Tòa Thánh Tây Ninh, thu hút hàng chục vạn tín đồ đạo Cao Đài và đông đảo nhân dân ở các tỉnh Nam bộ về dự.

## Nguyên thủy
Vào tháng 7 năm Ất Sửu (1925), các ông Thượng Phẩm Cao Quỳnh Cư, Hộ pháp Phạm Công Tắc và Thượng Sanh Cao Hoài Sang dùng phương pháp xây bàn (là một trong những cách thông công của nhân loại với thế giới vô hình để liên lạc với thế giới vô hình ).
Các ông đã tiếp xúc được với những người thân đã khuất.
Dần dần các ông tiếp xúc được với các Đấng thiêng liêng. (Thần, Thánh, Tiên, Phật) 
Trong số đó có Đấng xưng danh là A Ă Â (Về sau các Ông mới biết đây là danh xưng của Đức Ngọc Hoàng Thượng đế) 
Đấng A Ă Â dạy các ông tổ chức một buổi tiệc chay vào ngày 15-8 Ất Sửu (1925) tại nhà Ông Cao Quỳnh Cư để thiết đãi Đức Phật Mẫu và Cửu Vị Tiên Nương.
Ngoài 03 vị kể trên còn có bà Nguyễn Thị Hiếu sau đắc phong Nữ Đầu Sư là bạn đời của Ông Cao Quỳnh Cư lo nấu ăn và đãi tiệc.
Đây là buổi lễ Hội Yến Diêu Trì Cung đầu tiên của Đại Đạo Tam Kỳ Phổ Độ.

## Tổ chức lễ
Địa điểm: Hiện nay Lễ hội Yến được tổ chức tại Báo Ân Từ (Nội Ô Tòa Thánh Tây Ninh).
(Báo Ân Từ là nơi thờ Đức Phật Mẫu tạm thời. Còn nơi thờ Phật Mẫu chính thức thì hiện nay vẫn chưa xây dựng).
Tiến hành: Các địa phương (Tộc Đạo, Châu Đạo, Trấn Đạo, hay các cơ quan...) đăng ký đề tài triển lãm và bày biện trước sân Báo Ân Từ. (bắt đầu trước ngày 15-8 độ một tuần).
Thời gian nầy khách thập phương và người có trách nhiệm chuẩn bị lễ hòa quyện nhau tạo ra khung cảnh thân mật và nhộn nhịp trước Báo Ân Từ và Nội Ô Tòa Thánh.
Nội dung: các gian triển lãm thường là các đề tài về lịch sử dân tộc, tôn giáo hay các đề tài khác có liên quan đến văn minh của nhân loại đã được khẳng định giá trị trong xã hội.
Đêm 15- rạng 16 là thời gian chính của Lễ hội Yến.
Sau khi cúng thời Dậu (18 giờ "06 giờ buổi chiều") thì cuộc biểu diễn của Tứ Linh (Long, Lân, Qui, Phụng) bắt đầu.
Theo sau đoàn múa tứ linh là Cộ của Phật Mẫu và Cửu Vị Tiên Nương cho mọi người chiêm ngưỡng.
Khởi từ Ban Thuyền Bát Nhã đến Báo Ân Từ rồi Đền Thánh, Đại Đồng Xã... và quay về nơi xuất phát.
Cộng hưởng với múa tứ linh là số lồng đèn của các thiếu niên nhi đồng tạo nên quang cảnh rất tưng bừng...
Khoản 21 giờ thì đoàn múa và Cộ kết thúc.
22 giờ Lễ hội Yến trong nội điện Báo Ân Từ sẻ bắt đầu.
Chức Sắc Hiệp Thiên Đài chịu trách nhiệm chính trong buổi Lễ hội Yến nầy.
Đến khoản 24 giờ thì Lễ hội yến trong nội điện đã xong.
Các gian hàng triển lãm được thu dọn.
Số quả phẩm được chia cho khách thập phương và những người tham gia lễ Hội Yến với niềm tin nhận lộc của Phật Mẫu ban cho để sống tốt đẹp và tử tế hơn với bạn đồng sanh; có được bình an, hạnh phúc trong cuộc sống.
Một phần của số quả phẩm nầy được dành lại để Hội Thánh Cao Đài chiêu đãi cho thiếu niên nhi đồng tại trai đường vào sáng hôm sau, sau buổi lễ Cầu An cho Nhi đồng vào giờ Mẹo (6 giờ) tại Đền Thánh.

## Ý nghĩa Lễ hội Yến
Về mặt tôn giáo và dịch lý:
- Mùng 9 tháng giêng (mùa Xuân) hằng năm Đạo Cao Đài tổ chức Lễ vía Đức Chí Tôn. (Số 1 và 9 Để nói lên sự khai sinh càn khôn vũ trụ).
- 15- 8 (mùa Thu) có Lễ hội Yến (hay vía Đức Phật Mẫu) để nói lên sự hiện sinh của nhân loại.
Có nhân loại rồi mới có các nền văn minh cho nên những thành tựu của nhân loại được mang ra trình bày trong dịp Hội Yến.
Như vậy Lễ hội Yến có 02 ý nghĩa:
- Là ngày mà hữu hình thiết đãi vô hình.
Đây là thông điệp xác định cho nhân loại biết rằng ngoài thế giới mà nhân loại đang sống còn một thế giới nữa là thế giới vô hình. Thế giới vô hình ấy ta không thể thấy được nhưng có thể biết được nếu ta hữu tâm và có thể đến được nếu ta có ý chí.
- Hội Yến Diêu Trì Cung có nghĩa là hội tụ những bộ não thông minh trong cảnh thanh tịnh để có những phát minh mới phụng sự nhân loại. Hiểu như vậy thì đây là ngày mà các phát minh phụng sự cho nhân loại xây dựng một thế giới công bằng và bác ái sẽ được mang ra trưng bày cho nhân loại tường lãm.
Nguyên lý để có Thần, Thánh, Tiên, Phật là do công đức phụng sự nhân loại.
Hội Yến Diêu Trì Cung là nơi trình bày những công thức, những phát minh (của nhân sự hay tổ chức trong hay ngoài tôn giáo Cao Đài) để phụng sự nhân loại xây dựng xã hội công bằng, bác ái.
Công đức phụng sự nhân loại là ngôi vị của Thần, Thánh, Tiên, Phật.
Đạo Cao Đài đem ngôi vị Thần, Thánh, Tiên, Phật xuống thế gian nầy và trưng bày trước mắt nhơn loại.
Tài nguyên và môi trường đã sẵn, còn có bước tới để đạt phẩm hay không là tùy vào tâm hạnh và ý chí của từng người.
Cho nên Hội Yến Diêu Trì Cung có ẩn chứa bí pháp đạt đạo tại thế vậy. (1)